# Cephalanthera rubra
Cephalanthera rubra là một loài lan được tìm thấy ở châu Âu, bắc Phi và một số nơi của châu Á.

## Hình ảnh

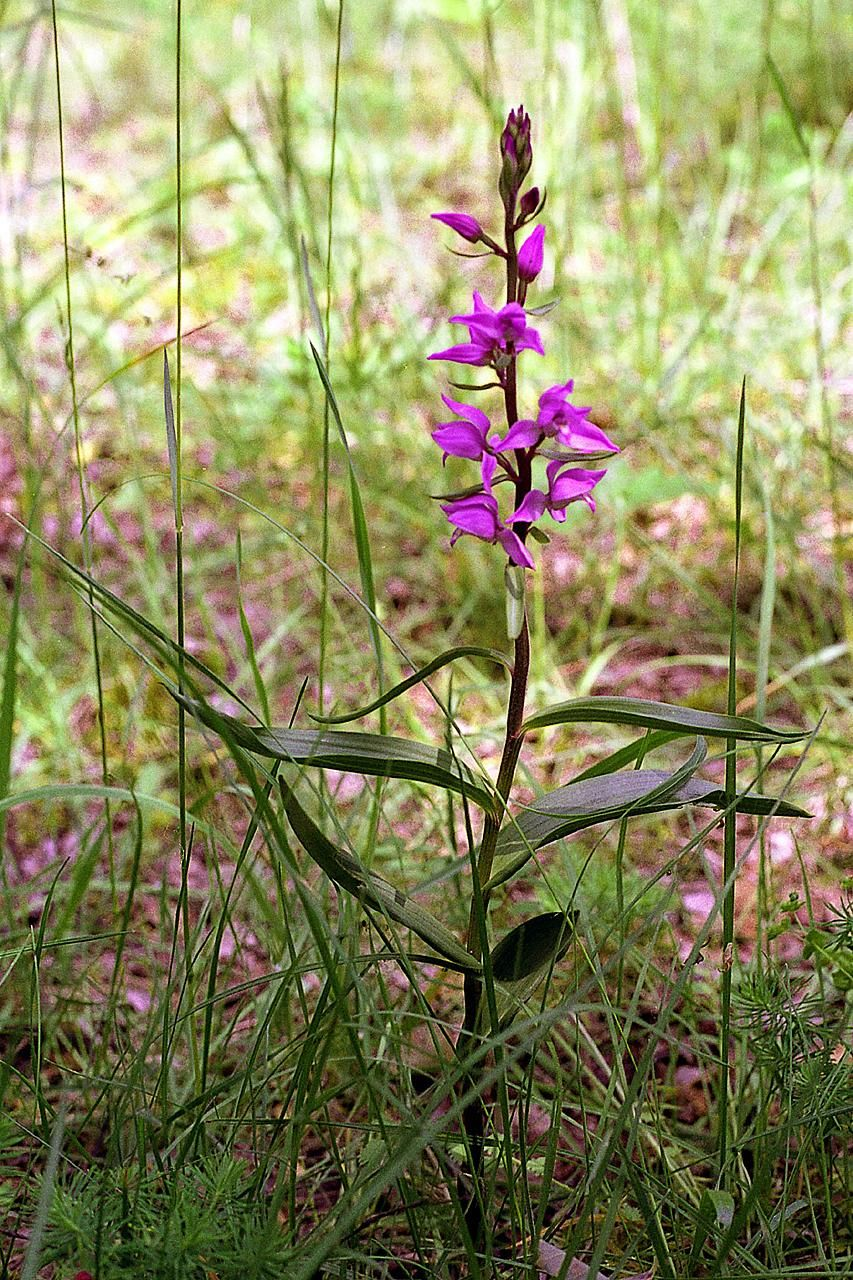
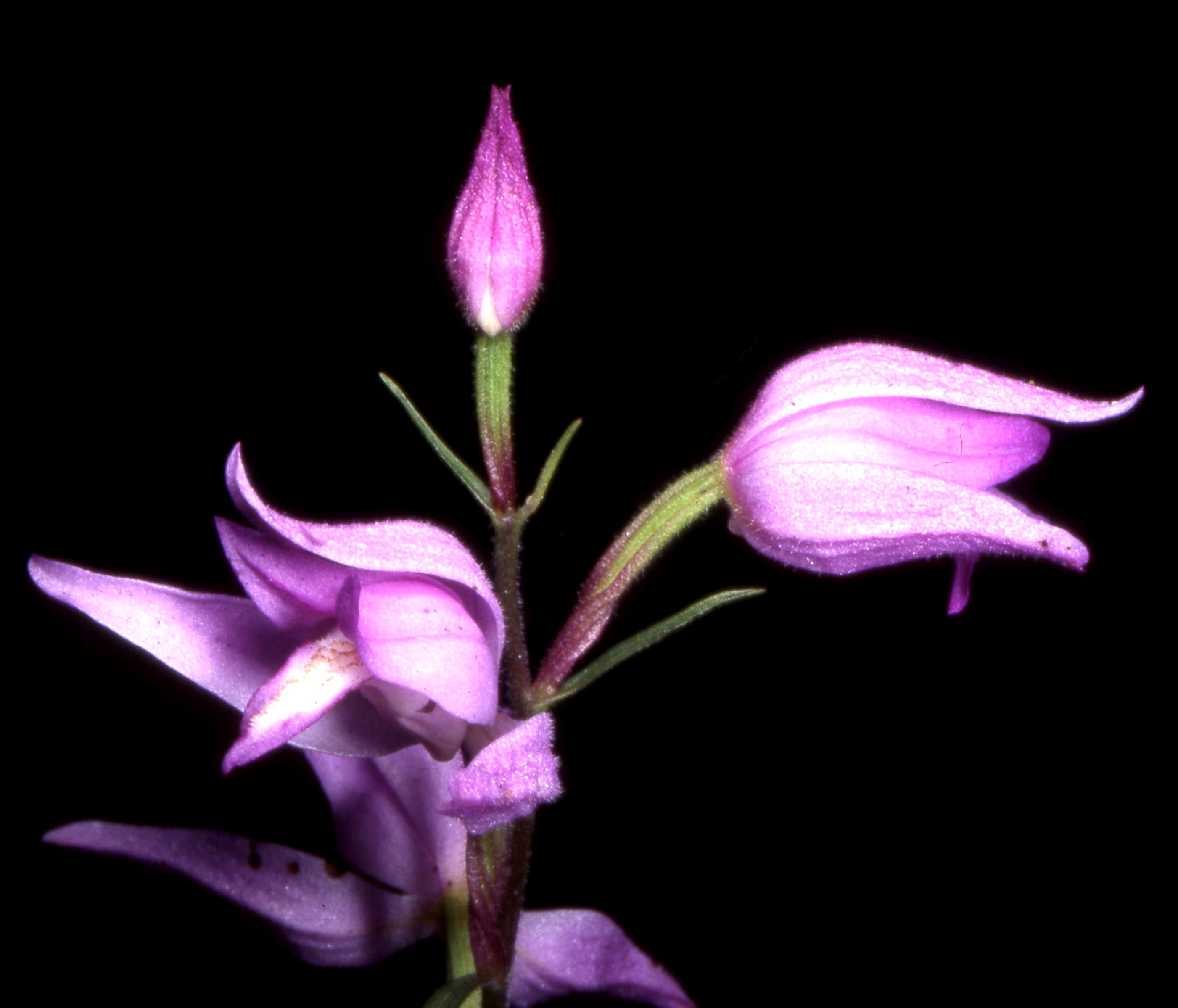
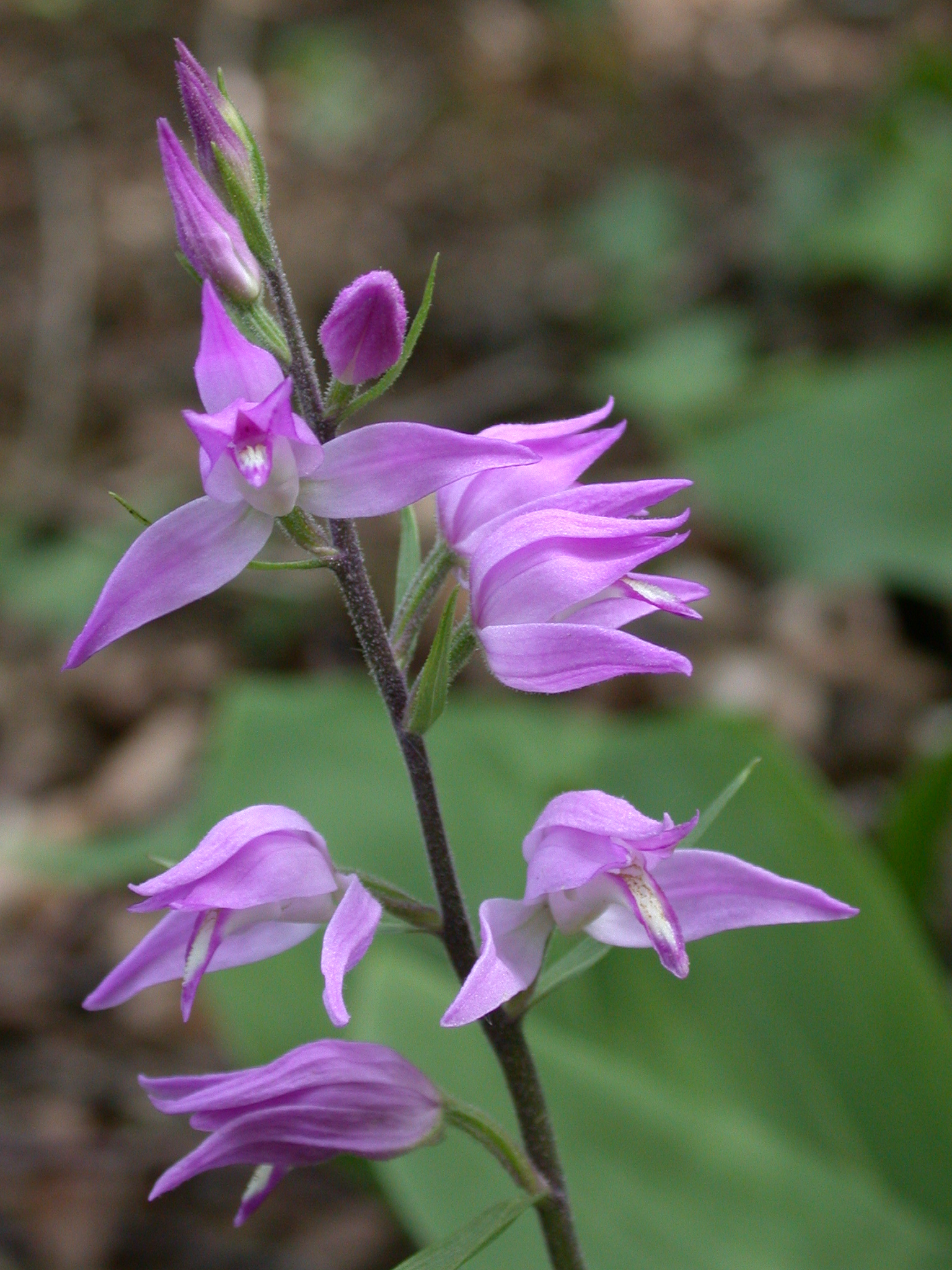
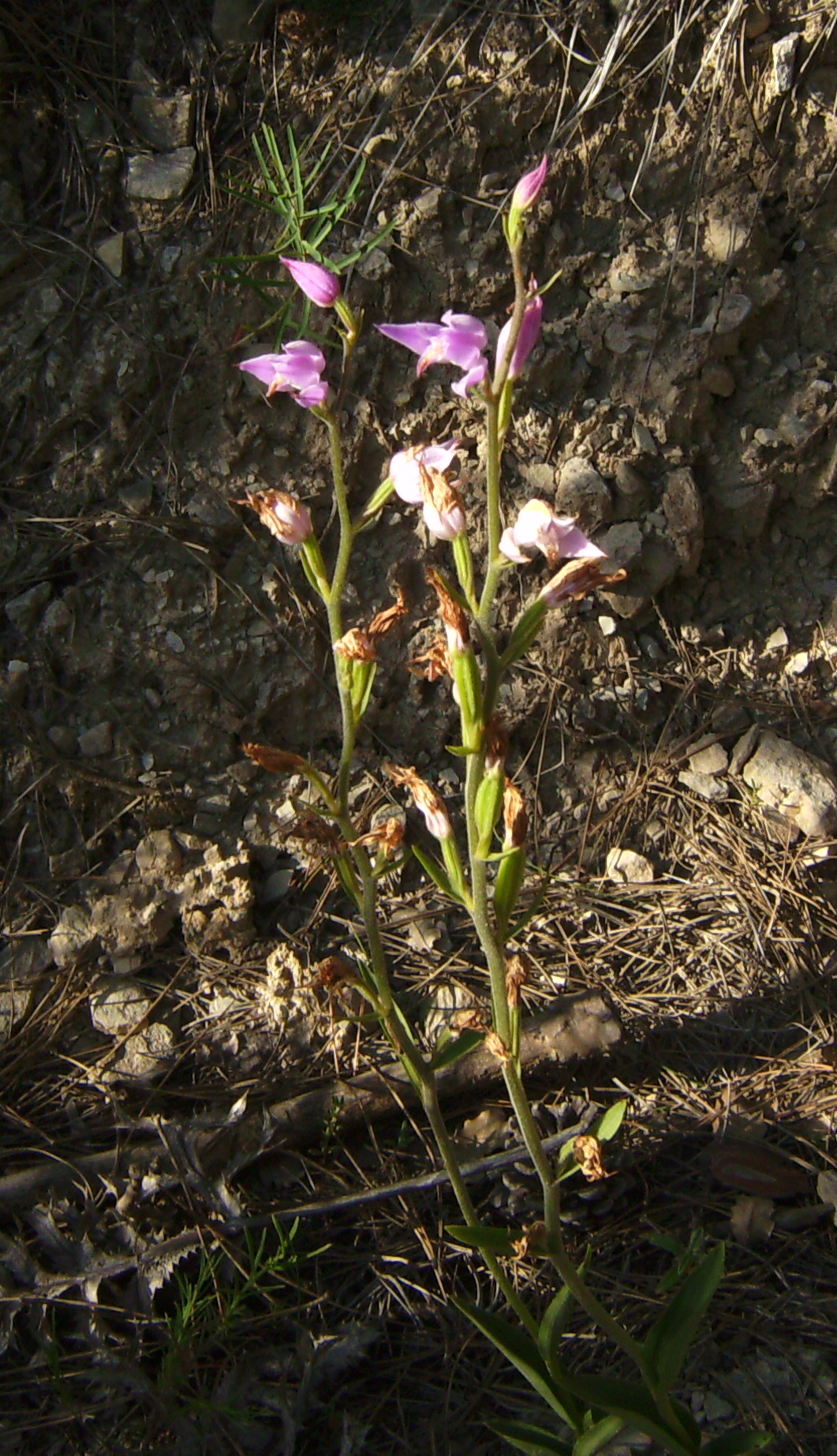